# 福岡県道267号湯川石田停車場線
福岡県道267号湯川石田停車場線（ふくおかけんどう267ごう ゆかわいしだていしゃじょうせん）は、福岡県北九州市小倉北区から北九州市小倉南区に至る一般県道である。

## 概要
福岡県北九州市小倉北区湯川1丁目から北九州市小倉南区下石田2丁目に至る。

### 路線データ
- 起点：福岡県北九州市小倉北区湯川1丁目（湯川1丁目交差点、国道10号交点）
- 終点：福岡県北九州市小倉南区下石田2丁目（JR九州日田彦山線 石田駅前）

## 路線状況

### 重複区間
- 福岡県道51号曽根鞘ヶ谷線（北九州市小倉南区若園4丁目・企救中学校交差点 - 北九州市下石田1丁目・南若園町2交差点）

## 地理

### 通過する自治体
- 北九州市（小倉北区 - 小倉南区）

### 交差する道路
| 交差する道路                          | 市町村名 | 市町村名 | 交差する場所 | 交差する場所           |
| ------------------------------------- | -------- | -------- | ------------ | ---------------------- |
| 国道10号                              | 北九州市 | 小倉北区 | 湯川1丁目    | 湯川1丁目交差点 / 起点 |
| 福岡県道51号曽根鞘ヶ谷線 重複区間起点 | 北九州市 | 小倉南区 | 若園4丁目    | 企救中学校前交差点     |
| 福岡県道51号曽根鞘ヶ谷線 重複区間終点 | 北九州市 | 小倉南区 | 下石田1丁目  | 南若園町2交差点        |

### 交差する鉄道
- 鹿児島本線
- 日田彦山線

### 沿線
- 北九州市立若園小学校
- 北九州市立小倉南特別支援学校
- 北九州市小倉南区役所
- 小倉南警察署
- 北九州市立企救中学校
- JR九州日田彦山線 石田駅